# Çayırlı
Çayırlı est une ville et un district de la province d'Erzincan dans la région de l'Anatolie orientale en Turquie.

## Géographie

### Administration
Le district de Çayırlı est composé des villages suivants :
- Aşağıçamurdere
- Aşağıkartallı
- Balıklı
- Başköy
- Bölükova
- Boybeyi
- Bozağa
- Büyükgelengeç
- Büyükyayla
- Çataksu
- Çaykent
- Çayönü
- Cennetpınar
- Çilhoroz
- Çilligöl
- Coşan
- Doğanyuva
- Doluca
- Esendoruk
- Eşmepınar
- Gelinpınar
- Göller
- Harmantepe
- Hastarla
- Karataş
- Küçükgelengeç
- Mazlumağa
- Mirzeoğlu
- Oğultaşı
- Ortaçat
- Ozanlı
- Paşayurdu
- Pınarlı
- Saraycık
- Sarıgüney
- Saygılı
- Sırataş
- Toprakkale
- Tosunlar
- Turnaçayırı
- Verimli
- Yaylakenti
- Yaylalar
- Yazıkaya
- Yeşilyaka
- Yukarıçamurdere
- Yukarıkartallı
- Yürekli